# Калга (село)
Калга́ (рос. Калга) — село, центр Калганського району Забайкальського краю, Росія. Адміністративний центр та єдиний населений пункт Калганського сільського поселення.

## Населення
Населення — 3425 осіб (2010; 3735 у 2002).
Національний склад (станом на 2002 рік):
- росіяни — 97 %